# 中華盜龍屬
中華盜龍屬（屬名：Sinraptor）又譯中國盜龍，是獸腳亞目恐龍的一屬，生存於晚侏儸紀的中國。儘管名稱中有盜龍兩字，中華盜龍跟馳龍科恐龍（例如伶盜龍）並沒有接近親緣關係。中華盜龍的身長經測量大約有7.6公尺，高度接近3公尺。

## 發現與種

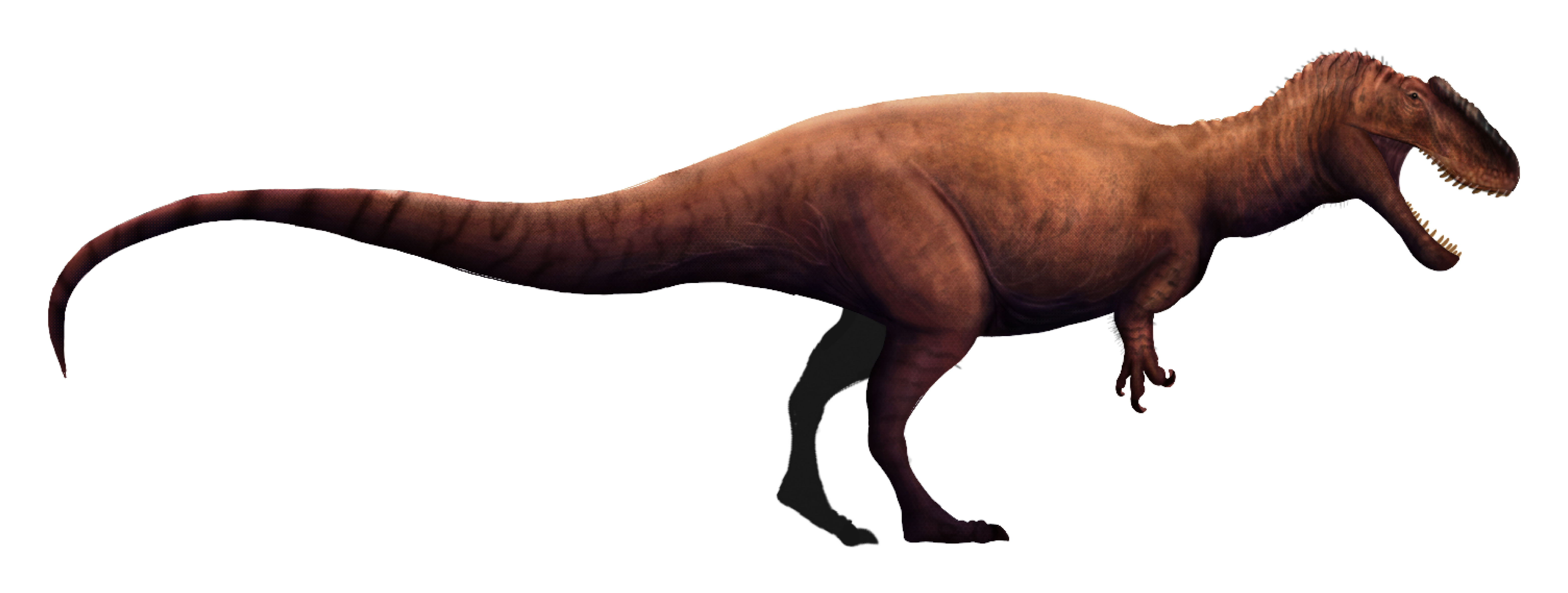
董氏中華盜龍的想像圖

中華盜龍的正模標本是在1987年由菲力·柯爾（Philip J. Currie）與趙喜進在中國西北部的沙漠中發現，這次挖掘活動屬於一個中國與加拿大組成的挖掘團隊。
目前已有兩個被命名種，模式種是董氏中華盜龍（S. dongi），發現於新疆的石樹溝組，由柯爾與趙在1994年所敘述、命名。屬名在拉丁語意為「中國的盜賊」，而種名dongi是為表揚中國古生物學家董枝明。和平中華盜龍（S. hepingensis）則發現於四川的沙溪廟組，起初在1992年被命名為和平永川龍（Yangchuanosaurus hepingensis），但後來被發現可能是中華盜龍的第二個種。無論如何，中華盜龍與永川龍有接近親緣關係，而且都被分類於中華盜龍科；中棘龍科與中華盜龍科的範圍相同，而中棘龍科的命名時間較早，中棘龍科目前有優先權。

## 病理
董氏中華盜龍的頭顱骨標本（編號IVPP 10600）的牙齒有多種病理，上有圓形、溝狀損傷，其中一顆牙齒被直接穿孔。一個肋骨斷裂後癒合，導致肋骨主幹變短。

## 大眾文化
- 和平中華盜龍目前正在中國四川省自貢市自貢恐龍博物館展示中，原本被標名為和平永川龍。
- 英國廣播公司（BBC）製作的電視節目《恐龍星球》第二集中，一隻中華盜龍獵食了棲息於樹上的小型羽毛手盜龍的耀龍。

## 圖片集

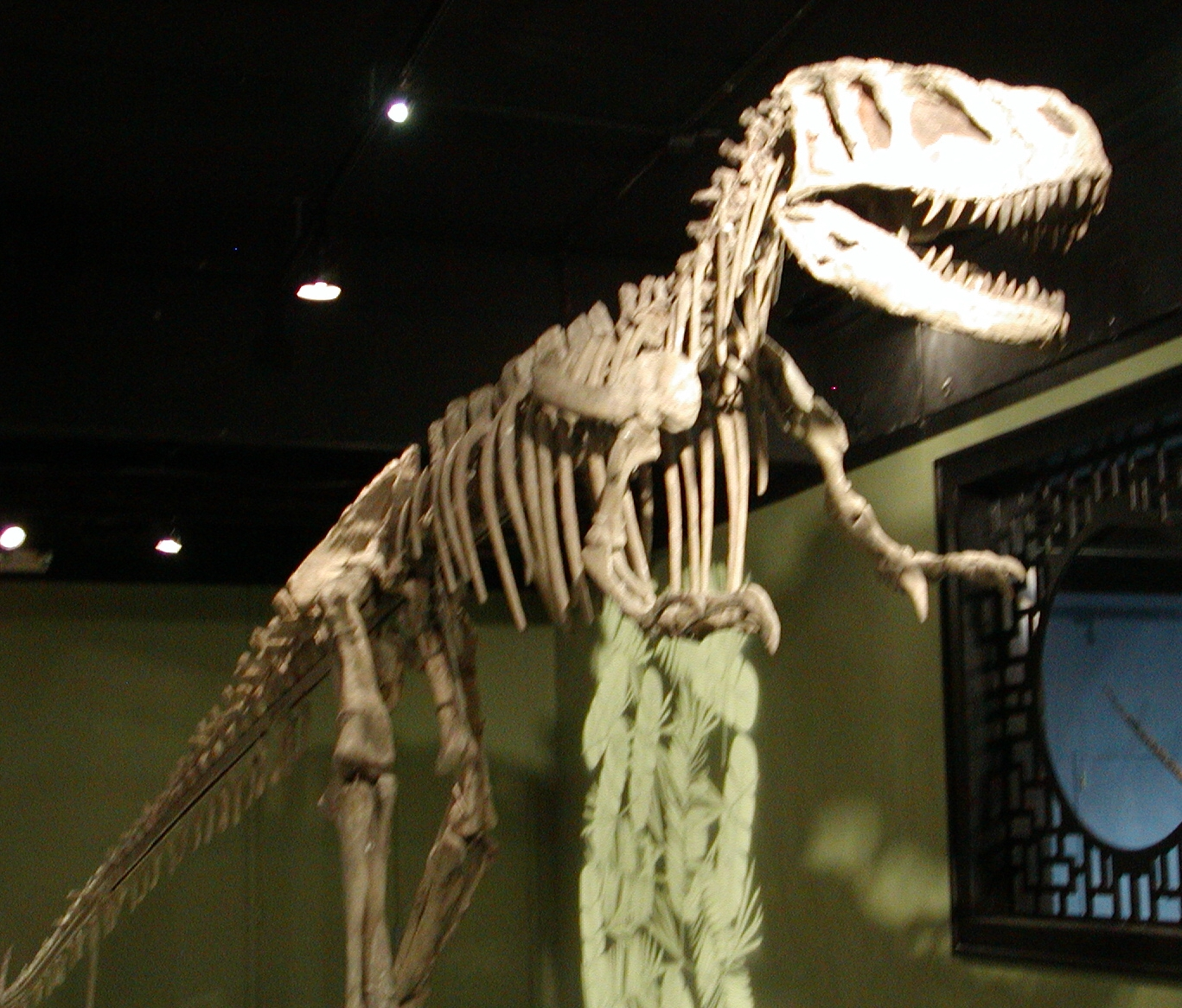
和平中華盜龍的骨架模型 - 北京自然博物館
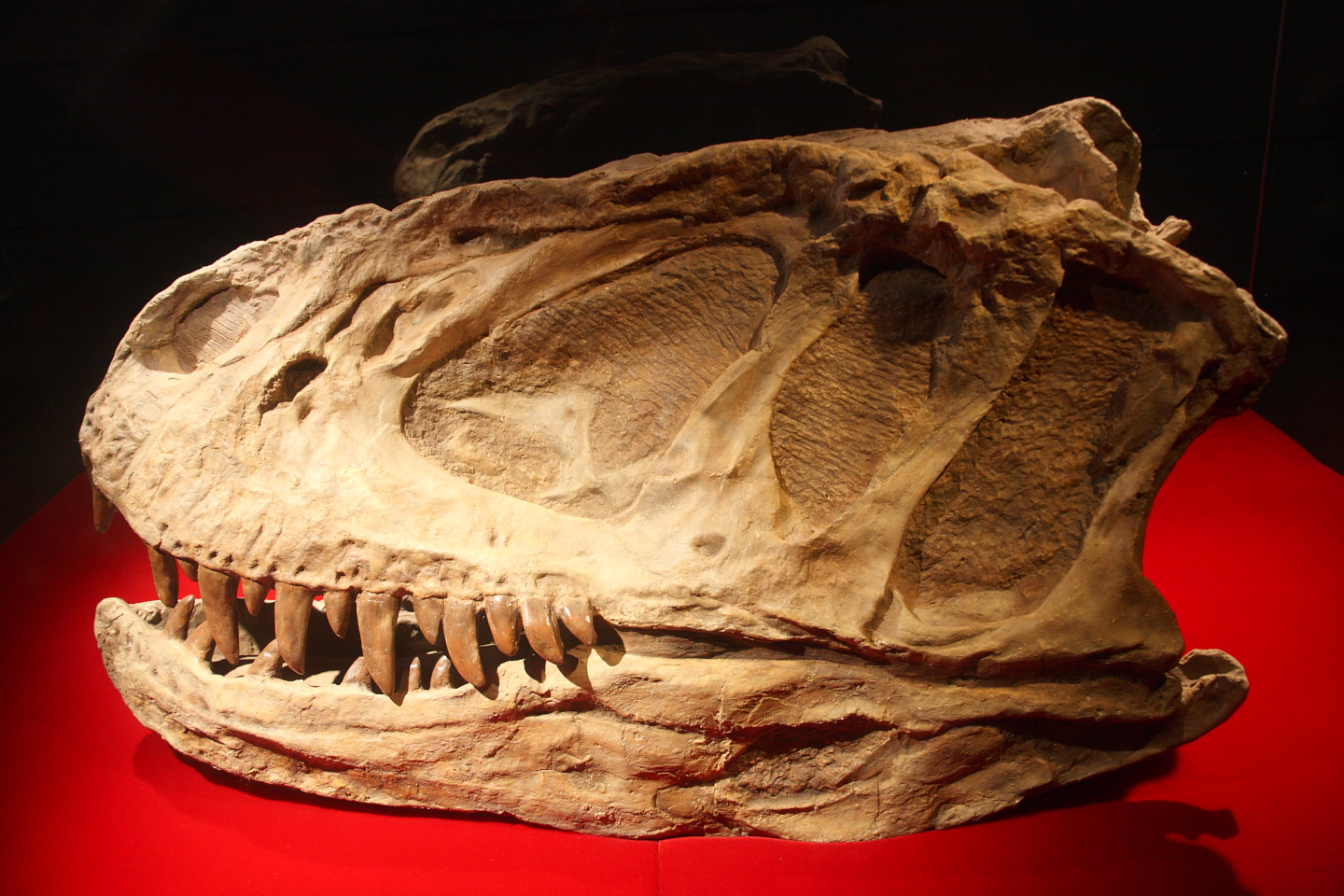
和平中華盜龍的頭顱骨 - 自貢恐龍博物館
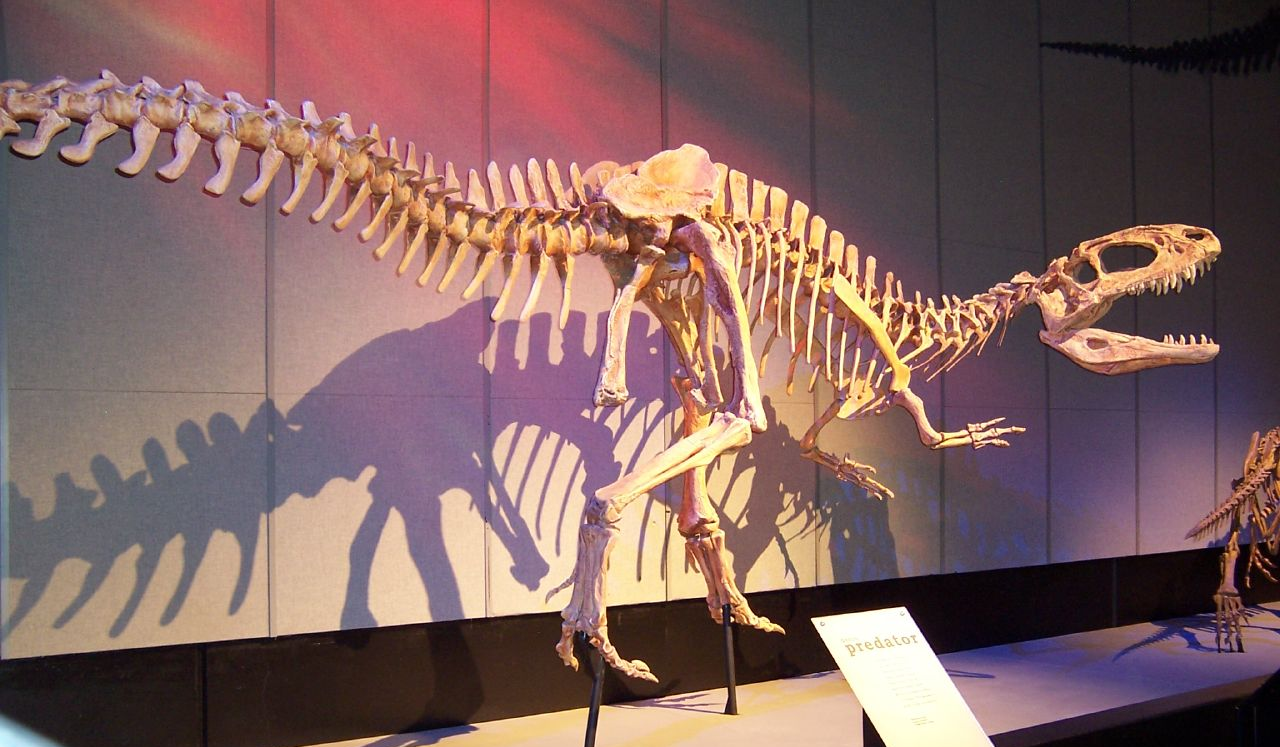
董氏中華盜龍的頭顱骨 - 皇家泰瑞爾博物館